# Can Casademont (Carme)
Can Casademont és una obra de Carme (Anoia) inclosa a l'Inventari del Patrimoni Arquitectònic de Catalunya.

## Descripció
És un mas que té tota una sèrie d'estructures afegides, algunes en èpoques diferents. L'entrada es troba en un gran pati i en els 3 costats d'aquest s'estenen els edificis fets de pedra, encalats de blanc i amb les sostres a doble vertent, de teules.
Des del pati també podem entrar, a través d'una porta de mig punt, a la petita capelleta de Sant Pere de les Esplugues, particular i que no hem pogut visitar.

## Història
Deuen ésser masos força antics i que actualment encara es dediquen a l'elaboració del xampany.